# Therese Sjögran
Therese Sjögran, née le 8 avril 1977 à Lund, est une footballeuse suédoise évoluant au poste de milieu de terrain devenue entraîneur. Elle a été élue meilleure footballeuse suédoise en 2007 et 2010. Elle met un terme à sa carrière après le mondial 2015 afin de rentrer dans le staff de Rosengard. 

## Biographie
Il semblerait que Therese Sjögran ait joué 430 matchs pour le FC Rosengård (anciennement LdB Malmö), en effet la demi-finale de la Coupe de Suède le 12 juillet 2015 contre Umeå IK devait être son 426ème et dernier match pour le club, car elle devait ensuite devenir directeur sportif du club. Mais le club a ensuite subi un grand nombre de blessées et le départ de l'attaquante star Anja Mittag, elle a donc fait son retour sur les terrains le 26 juillet en entrant en jeu à la 58ème lors de la 10ème journée de championnat contre le Kopparbergs/Göteborg FC. Elle joue une nouvelle fois les 2 et 5 août en championnat respectivement contre AIK Fotboll et Eskilstuna (elle inscrit même un but lors du premier match) ; et le 9 août 2015, en finale de Svenska Cupen contre Linköping, un match perdu par Rosengård, cette fois en promettant que ce serait définitivement sa dernière fois, ce qui fait donc bien un total de 430 matchs pour le FC Rosengård. En revanche ce nombre englobe très certainement également les matchs amicaux disputés avec le club comme c'est souvent le cas pour les clubs scandinaves, ce record de matchs n'est donc pas absolument officiel.

## Palmarès
En sélection
- Finaliste de la Coupe du monde en 2003.

## Statistiques

### En club
| Saison                | Club                  | Championnat           | Championnat | Championnat | Coupe(s) nationale(s) | Coupe(s) nationale(s) | Supercoupe | Supercoupe | Compétition(s) continentale(s) | Compétition(s) continentale(s) | Compétition(s) continentale(s) | Total | Total |
| Saison                | Club                  | Division              | M.          | B.          | M.                    | B.                    | M.         | B.         | Comp.                          | M.                             | B.                             | M.    | B.    |
| 2001                  | Malmö FF Dam          | Damallsvenskan        | 7+          | 8           |                       |                       | -          | -          | -                              | -                              | -                              | 7     | 8     |
| 2002                  | Malmö FF Dam          | Damallsvenskan        | 9+          | 11          |                       |                       | -          | -          | -                              | -                              | -                              | 9     | 11    |
| 2003                  | Malmö FF Dam          | Damallsvenskan        | 14+         | 9           | 3+                    | 1                     | -          | -          | UWC                            | 4                              | 0                              | 21    | 10    |
| 2004                  | Malmö FF Dam          | Damallsvenskan        | 22          | 4           | 4                     | 3                     | -          | -          | UWC                            | 2                              | 0                              | 28    | 7     |
| 2005                  | Malmö FF Dam          | Damallsvenskan        | 19          | 2           | 4                     | 1                     | -          | -          | -                              | -                              | -                              | 23    | 3     |
| 2006                  | Malmö FF Dam          | Damallsvenskan        | 19+         | 4           |                       |                       | -          | -          | -                              | -                              | -                              | 19    | 4     |
| 2007                  | LdB Malmö             | Damallsvenskan        | 21          | 6           | 4                     | 0                     | -          | -          | -                              | -                              | -                              | 25    | 6     |
| 2008                  | LdB Malmö             | Damallsvenskan        | 22          | 10          | 2                     | 0                     | -          | -          | -                              | -                              | -                              | 24    | 10    |
| 2009                  | LdB Malmö             | Damallsvenskan        | 22          | 7           | 3                     | 0                     | -          | -          | -                              | -                              | -                              | 25    | 7     |
| 2010                  | LdB Malmö             | Damallsvenskan        | 19          | 5           | 3                     | 2                     | -          | -          | -                              | -                              | -                              | 22    | 7     |
| Sous-total            | Sous-total            | Sous-total            | 174         | 66          | 23                    | 7                     | -          | -          | -                              | 6                              | 0                              | 203   | 73    |
| 2011                  | Sky Blue FC           | WPS                   | 13          | 0           | -                     | -                     | -          | -          | -                              | -                              | -                              | 13    | 0     |
| Sous-total            | Sous-total            | Sous-total            | 13          | 0           | -                     | -                     | -          | -          | -                              | -                              | -                              | 13    | 0     |
| 2011                  | LdB Malmö             | Damallsvenskan        | 8           | 2           | 0                     | 0                     | -          | -          | WCL                            | 4                              | 0                              | 12    | 2     |
| 2012                  | LdB Malmö             | Damallsvenskan        | 7           | 2           | 0                     | 0                     | -          | -          | WCL                            | 2                              | 0                              | 9     | 2     |
| 2013                  | LdB Malmö             | Damallsvenskan        | 22          | 2           | 0                     | 0                     | -          | -          | WCL                            | 4                              | 1                              | 26    | 3     |
| 2014                  | FC Rosengård          | Damallsvenskan        | 20          | 6           | 2                     | 0                     | -          | -          | WCL                            | 4                              | 0                              | 26    | 6     |
| 2015                  | FC Rosengård          | Damallsvenskan        | 10          | 3           | 4                     | 3                     | 1          | 0          | WCL                            | 2                              | 0                              | 17    | 6     |
| Sous-total            | Sous-total            | Sous-total            | 67          | 15          | 6                     | 3                     | 1          | 0          | -                              | 16                             | 1                              | 90    | 19    |
| Total sur la carrière | Total sur la carrière | Total sur la carrière | 254         | 81          | 29                    | 10                    | 1          | 0          | -                              | 22                             | 1                              | 306   | 92    |

https://www2.svenskfotboll.se/cuper-och-serier/information/?scr=player&fplid=724ee5ea-01ed-4e3a-bdcf-f4d3e14186bf
Un + marque une statistique potentiellement incomplète.